# ドンキホーテ'77
『ドンキホーテ'77』（ドンキホーテ'ななじゅうなな）は、峡塚のんによる日本の漫画作品。
『なかよし』（講談社）にて1977年10月号「ドンキホーテ'77～フレッシュ競作シリー ズ1」に連載された。

## 書誌情報
- ドンキホーテ'77、初版発行日 1978年6月5日
  - 恋の必殺Vサイン／ファースト キスなの ほんとうよ!／ちょっぴりドジな宇宙人／ぼくらは天使じゃない